# Джефф Гардевелд
Джефф Гардевелд (нід. Jeff Hardeveld, нар. 27 лютого 1995, Делфт, Нідерланди) — нідерландський футболіст, захисник клубу «Еммен».

## Ігрова кар'єра

### Клубна
Джефф Гардевельд є вихованцем футбольної академії роттердамського «Феєнорда». З 2013 року він був внесений до заявки першої команди клубу. Але за весь час в основі так і не зіграв жодного матчу. І влітку 2014 року як вільний агент перейшов до клубу «Утрехт».
Потім був клубу Ередивізі «Гераклес» з Алмело. І там Гардевельд не зміг стати повноцінним гравцем основи. У липні 2021 року він перейшов до «Еммена», з яким підписав дворічний контракт з можливістю подальшого його продовження. У сезоні 2021/22 разом з клубом Гардевельд виграв турнір Еерстедивізі та підвищився в класі до Ередивізі.

### Збірна
У 2015 році Джефф Гардевельд зіграв одну гру у складі молодіжної збірної Нідерландів.

## Досягнення
Еммен
- Переможець Еерстедивізі: 2021/22